# Pete Myers
Peter Eddie "Pete" Myers (ur. 15 września 1963 w Mobile) – amerykański koszykarz występujący na pozycjach rzucającego obrońcy oraz skrzydłowego.

## Osiągnięcia
College
- Uczestnik turnieju NCAA (1986)[1]
- Mistrz turnieju TAAC (1986)[1]
- Zaliczony do:
  - I składu[1]:
    - All-TAAC (1985, 1986)
    - All-Southern Division (1983)
    - turnieju All-American (1985, 1986)

  - Galerii Sław Sportu – Alabama Community College Conference Hall Of Fame (1990)[1]

Indywidualne
- Zaliczony do II składu CBA (1988)[2]
- Uczestnik meczu gwiazd CBA (1988)[1][2]
- Wicemistrz konkursu wsadów CBA (1987)[1]